# Hideki Kozakura
Hideki Kozakura (jap. 小櫻 秀樹, Kozakura Hideki; * 26. Mai 1970 in Seto, Japan) ist ein japanischer Komponist und Pianist.

## Leben
Geboren und aufgewachsen in Japan, studierte er an der Hochschule der Künste Tokio. 1996 machte er dort seinen Bachelor, 1999 seinen Master bei Akira Miyoshi und Teruyuki Noda. Es folgte 2004 ein weiterer Masterabschluss an der Königlichen Musikhochschule Stockholm bei Pär Lindgren, Bent Sørensen und Örjan Sandred (Elektroakustische Musik).
Er hält oft Vorlesungen in Europa, USA, Kanada und Japan ab. Seine Musik ist vom traditionellen japanischen Musiktheater, wie Kabuki oder Kyōgen, von Wiener Operetten, von Techno und deutschem Elektropop beeinflusst.
Hideki Kozakura unterrichtet an der Musikhochschule Nagoya, Japan, als Assistenzprofessor.

## Preise (Auswahl)
- 1995 Preis beim Japan Symphonic Competition
- 1997 zweiter Platz beim ersten Takemitsu International Composition Competition (ein erster Platz wurde nicht vergeben)
- 2000 Preis der darstellenden Künste der japanischen Agentur für kulturelle Angelegenheiten
- 2006 Kompositionsstipendium für zeitgenössische Musik des Berliner Senats.